# Tanaica pollinosa
Tanaica pollinosa är en tvåvingeart som beskrevs av Merz och Dawah 2005. Tanaica pollinosa ingår i släktet Tanaica och familjen borrflugor. Inga underarter finns listade i Catalogue of Life.